# Formel 1-VM 2019
Formel 1-VM 2019 var den sjuttionde säsongen av Fédération Internationale de l'Automobile:s världsmästerskap för formelbilar, Formel 1. Säsongen startade i Australien den 17 mars och avslutades i Abu Dhabi den 1 december.
2019 års tävlingskalender var den samma som 2018. Enda skillnaden var att USA:s- och Mexikos Grand Prix bytte plats med varandra. Kinas Grand Prix som kördes 14 april var det 1000:e loppet i Formel 1:s historia.
Mercedes säkrade konstruktörsmästerskapet efter Japans Grand Prix och Lewis Hamilton tog sin sjätte världsmästartitel i samband med USA:s Grand Prix.

## Stall och förare
Följande stall och förare deltar i 2019 års säsong av formel 1-VM.
| Alfa Romeo Racing                     | Alfa Romeo Racing-Ferrari | C38                           | Ferrari 064            | P | 7  | Kimi Räikkönen     | Samtliga |
| Alfa Romeo Racing                     | Alfa Romeo Racing-Ferrari | C38                           | Ferrari 064            | P | 99 | Antonio Giovinazzi | Samtliga |
| Scuderia Ferrari Mission Winnow       | Ferrari                   | SF90                          | Ferrari 064            | P | 5  | Sebastian Vettel   | Samtliga |
| Scuderia Ferrari Mission Winnow       | Ferrari                   | SF90                          | Ferrari 064            | P | 16 | Charles Leclerc    | Samtliga |
| Rich Energy Haas F1 Team Haas F1 Team | Haas-Ferrari              | VF-19                         | Ferrari 064            | P | 8  | Romain Grosjean    | Samtliga |
| Rich Energy Haas F1 Team Haas F1 Team | Haas-Ferrari              | VF-19                         | Ferrari 064            | P | 20 | Kevin Magnussen    | Samtliga |
| McLaren F1 Team                       | McLaren-Renault           | MCL34                         | Renault E-Tech 19      | P | 4  | Lando Norris       | Samtliga |
| McLaren F1 Team                       | McLaren-Renault           | MCL34                         | Renault E-Tech 19      | P | 55 | Carlos Sainz Jr.   | Samtliga |
| Mercedes AMG Petronas Motorsport      | Mercedes                  | Mercedes AMG F1 W10 EQ Power+ | Mercedes M10 EQ Power+ | P | 44 | Lewis Hamilton     | Samtliga |
| Mercedes AMG Petronas Motorsport      | Mercedes                  | Mercedes AMG F1 W10 EQ Power+ | Mercedes M10 EQ Power+ | P | 77 | Valtteri Bottas    | Samtliga |
| Sportpesa Racing Point F1 Team        | Racing Point-BWT Mercedes | RP19                          | BWT Mercedes           | P | 11 | Sergio Pérez       | Samtliga |
| Sportpesa Racing Point F1 Team        | Racing Point-BWT Mercedes | RP19                          | BWT Mercedes           | P | 18 | Lance Stroll       | Samtliga |
| Aston Martin Red Bull Racing          | Red Bull Racing-Honda     | RB15                          | Honda RA619H           | P | 10 | Pierre Gasly       | 1-12     |
| Aston Martin Red Bull Racing          | Red Bull Racing-Honda     | RB15                          | Honda RA619H           | P | 23 | Alexander Albon    | 13-21    |
| Aston Martin Red Bull Racing          | Red Bull Racing-Honda     | RB15                          | Honda RA619H           | P | 33 | Max Verstappen     | Samtliga |
| Renault Sport Formula One Team        | Renault                   | R.S.19                        | Renault E-Tech 19      | P | 3  | Daniel Ricciardo   | Samtliga |
| Renault Sport Formula One Team        | Renault                   | R.S.19                        | Renault E-Tech 19      | P | 27 | Nico Hülkenberg    | Samtliga |
| Red Bull Toro Rosso Honda             | Toro Rosso-Honda          | STR14                         | Honda RA619H           | P | 23 | Alexander Albon    | 1-12     |
| Red Bull Toro Rosso Honda             | Toro Rosso-Honda          | STR14                         | Honda RA619H           | P | 10 | Pierre Gasly       | 13-21    |
| Red Bull Toro Rosso Honda             | Toro Rosso-Honda          | STR14                         | Honda RA619H           | P | 26 | Daniil Kvyat       | Samtliga |
| Rokit Williams Racing                 | Williams-Mercedes         | FW42                          | Mercedes M10 EQ Power+ | P | 63 | George Russell     | Samtliga |
| Rokit Williams Racing                 | Williams-Mercedes         | FW42                          | Mercedes M10 EQ Power+ | P | 88 | Robert Kubica      | Samtliga |
| Övriga källor:                        |                           |                               |                        |   |    |                    |          |

## Tävlingskalender

De länderna som formel 1 anordnas i är markerade i grönt.

Följande 21 Grand Prix bekräftades av FIA 12 oktober 2018, och ägde rum 2019.
|         | Grand Prix                 | Bana                                       | Datum        |
| ------- | -------------------------- | ------------------------------------------ | ------------ |
| 1       | Australiens Grand Prix     | Melbourne Grand Prix Circuit, Melbourne    | 17 mars      |
| 2       | Bahrains Grand Prix        | Bahrain International Circuit, Sakhir      | 31 mars      |
| 3       | Kinas Grand Prix           | Shanghai International Circuit, Shanghai   | 14 april     |
| 4       | Azerbajdzjans Grand Prix   | Baku City Circuit, Baku                    | 28 april     |
| 5       | Spaniens Grand Prix        | Circuit de Barcelona-Catalunya, Barcelona  | 12 maj       |
| 6       | Monacos Grand Prix         | Circuit de Monaco, Monte Carlo             | 26 maj       |
| 7       | Kanadas Grand Prix         | Circuit Gilles Villeneuve, Montréal        | 9 juni       |
| 8       | Frankrikes Grand Prix      | Circuit Paul Ricard, Le Castellet          | 23 juni      |
| 9       | Österrikes Grand Prix      | Red Bull Ring, Steiermark                  | 30 juni      |
| 10      | Storbritanniens Grand Prix | Silverstone Circuit, Silverstone           | 14 juli      |
| 11      | Tysklands Grand Prix       | Hockenheimring, Hockenheim                 | 28 juli      |
| 12      | Ungerns Grand Prix         | Hungaroring, Budapest                      | 4 augusti    |
| 13      | Belgiens Grand Prix        | Circuit de Spa-Francorchamps, Stavelot     | 1 september  |
| 14      | Italiens Grand Prix        | Autodromo Nazionale Monza, Monza           | 8 september  |
| 15      | Singapores Grand Prix      | Marina Bay Street Circuit, Singapore       | 22 september |
| 16      | Rysslands Grand Prix       | Sotji Autodrom, Sotji                      | 29 september |
| 17      | Japans Grand Prix          | Suzuka International Racing Course, Suzuka | 13 oktober   |
| 18      | Mexikos Grand Prix         | Autódromo Hermanos Rodríguez, Mexico City  | 27 oktober   |
| 19      | USA:s Grand Prix           | Circuit of the Americas, Austin, Texas     | 3 november   |
| 20      | Brasiliens Grand Prix      | Autódromo José Carlos Pace, São Paulo      | 17 november  |
| 21      | Abu Dhabis Grand Prix      | Yas Marina Circuit, Abu Dhabi              | 1 december   |
| Källor: |                            |                                            |              |

## Resultat

### Grand Prix
|    | Grand Prix                 | Pole position    | Snabbaste varv   | Segrande förare  | Segrande konstruktör  | Rapport |
| -- | -------------------------- | ---------------- | ---------------- | ---------------- | --------------------- | ------- |
| 1  | Australiens Grand Prix     | Lewis Hamilton   | Valtteri Bottas  | Valtteri Bottas  | Mercedes              | Rapport |
| 2  | Bahrains Grand Prix        | Charles Leclerc  | Charles Leclerc  | Lewis Hamilton   | Mercedes              | Rapport |
| 3  | Kinas Grand Prix           | Valtteri Bottas  | Pierre Gasly     | Lewis Hamilton   | Mercedes              | Rapport |
| 4  | Azerbajdzjans Grand Prix   | Valtteri Bottas  | Charles Leclerc  | Valtteri Bottas  | Mercedes              | Rapport |
| 5  | Spaniens Grand Prix        | Valtteri Bottas  | Lewis Hamilton   | Lewis Hamilton   | Mercedes              | Rapport |
| 6  | Monacos Grand Prix         | Lewis Hamilton   | Pierre Gasly     | Lewis Hamilton   | Mercedes              | Rapport |
| 7  | Kanadas Grand Prix         | Sebastian Vettel | Valtteri Bottas  | Lewis Hamilton   | Mercedes              | Rapport |
| 8  | Frankrikes Grand Prix      | Lewis Hamilton   | Sebastian Vettel | Lewis Hamilton   | Mercedes              | Rapport |
| 9  | Österrikes Grand Prix      | Charles Leclerc  | Max Verstappen   | Max Verstappen   | Red Bull Racing-Honda | Rapport |
| 10 | Storbritanniens Grand Prix | Valtteri Bottas  | Lewis Hamilton   | Lewis Hamilton   | Mercedes              | Rapport |
| 11 | Tysklands Grand Prix       | Lewis Hamilton   | Max Verstappen   | Max Verstappen   | Red Bull Racing-Honda | Rapport |
| 12 | Ungerns Grand Prix         | Max Verstappen   | Max Verstappen   | Lewis Hamilton   | Mercedes              | Rapport |
| 13 | Belgiens Grand Prix        | Charles Leclerc  | Sebastian Vettel | Charles Leclerc  | Ferrari               | Rapport |
| 14 | Italiens Grand Prix        | Charles Leclerc  | Lewis Hamilton   | Charles Leclerc  | Ferrari               | Rapport |
| 15 | Singapores Grand Prix      | Charles Leclerc  | Kevin Magnussen  | Sebastian Vettel | Ferrari               | Rapport |
| 16 | Rysslands Grand Prix       | Charles Leclerc  | Lewis Hamilton   | Lewis Hamilton   | Mercedes              | Rapport |
| 17 | Japans Grand Prix          | Sebastian Vettel | Lewis Hamilton   | Valtteri Bottas  | Mercedes              | Rapport |
| 18 | Mexikos Grand Prix         | Charles Leclerc  | Charles Leclerc  | Lewis Hamilton   | Mercedes              | Rapport |
| 19 | USA:s Grand Prix           | Valtteri Bottas  | Charles Leclerc  | Valtteri Bottas  | Mercedes              | Rapport |
| 20 | Brasiliens Grand Prix      | Max Verstappen   | Valtteri Bottas  | Max Verstappen   | Red Bull Racing-Honda | Rapport |
| 21 | Abu Dhabis Grand Prix      | Lewis Hamilton   | Lewis Hamilton   | Lewis Hamilton   | Mercedes              | Rapport |

## Förändringar

### Säkerhet
- År 2018 tog Fédération Internationale de l'Automobile beslutet att införa en ny hjälmstandard. Den nya standarden som arbetats fram under ett decennium i samarbete med de största tillverkarna av F1-hjälmar är obligatorisk för alla F1-förare från 2019. Andra mästerskap som sanktioneras av FIA kommer att följa efter. Den nya hjälmstandarden (FIA 8860-2018) innebär bland annat förbättrad energiabsorption och ett bättre ballistiskt skydd.[41] Det senare till följd av Felipe Massas olycka på Hungaroring 2009 då en fjäder lossnade på framförvarande bil under kvalet och träffade Massa i överkant på visiret vilket orsakade en skallfraktur.[42][43]

### Sportsligt reglemente
- Den schackrutiga målflaggan ersattes av en digital tavla som är placerad ovanför start- och mållinjen.[44] Det för att undvika att ett lopp på grund av den mänskliga faktorn flaggas av för tidigt eller för sent, vilket bland annat hände i Kanadas Grand Prix 2018 då den kanadensiska modellen Winnie Harlow som inbjuden vip-gäst flaggade av loppet för tidigt på grund av misskommunikation mellan den lokala tävlingsledningen och Harlow.[45] Efter det föreslog Charlie Whiting att ett automatiserat system skulle tas fram. Den traditionella flaggan kommer att finns kvar men är bara symbolisk.[44]